# پائول مازورکیویچ
پائول مازورکیویچ (انگلیسی: Paul Mazurkiewicz؛ زادهٔ ۸ سپتامبر ۱۹۶۸) موسیقی‌دان اهل ایالات متحده آمریکا است. وی از سال ۱۹۸۷ میلادی تاکنون مشغول فعالیت بوده است.